# Dan Wesson Model 44
Der Dan Wesson Model 44 Revolver wurde vom Waffenhersteller Dan Wesson Firearms entwickelt und gebaut. Dieser kräftige, sechs-Schuss, Double-Action-Revolver wurde mit dem sogenannten „Large Frame“ (großer Rahmen) für Munition des Kalibers .44 Magnum hergestellt.

## Geschichte
Der Dan Wesson Model 44 Revolver wurde von Karl R. Lewis für Dan Wesson Firearms entwickelt. Zahlreiche Patente finden in diesem Modell Anwendung. Die Revolver wurden von 1975 in Monson (USA) und in Palmer (USA) bis ca. 1989 hergestellt. 1997 wurde die Produktion der Revolver wieder aufgenommen. Für Modelle im Kaliber .44 Magnum war Bezeichnung des Nachfolgemodells „Model 44/744“.

## Technik
Besonderheiten der Technik dieses Modells sind auswechselbare Läufe, die zur Verbesserung der Schussleistung im Laufmantel verspannt werden. Weiterhin ist das Trommel-Lager in Richtung des Stossbodens federnd gelagert, was beim verschießen von Ladungen mit Überdruck dazu führt, dass sich der Trommelspalt erweitert und überschüssige Gase abgeleitet werden. Zur Reduktion der Produktionskosten wurde der Übergang vom Rahmen zum Griff als Hülse ausgeführt die vom Griff vollkommen überdeckt wird.

## Verwendung
Je nach Ausstattung wird dieser Revolver zum Sportschießen oder im jagdlichen Bereich als Kurzwaffe eingesetzt.

## Varianten
Das „Model 44“ war mit 4 Zoll und 6 Zoll Lauflänge erhältlich.
Folgende Modellvarianten der Dan Wesson Revolver „Model 44“ wurden gebaut:
- Modelle mit einer 7 am Anfang der Modellbezeichnung sind „stainless“ (metallglänzende) Modelle
- Modelle mit der Bezeichnung Service haben feste Visierung
- Modelle mit der Bezeichnung Target haben eine einstellbare Visierung

Das nachfolgende „Model 44/744“ war mit Lauflängen zwischen 2 und 10 Zoll erhältlich.

## Patent-Informationen
DW-Patente für Revolver:
- Patent  US5225615: Compensated barrel shroud. Veröffentlicht am 6. Juli 1993, Anmelder: Wesson Firearms Co., Inc. (Palmer, MA), Erfinder: Robert Talbot, Edward C. Arventos.‌
- Patent  US5305678: Compensated barrel shroud. Veröffentlicht am 26. April 1993, Anmelder: Wesson Firearms Co., Inc. (Palmer, MA), Erfinder: Robert Talbot, Edward C. Arventos.‌
- Patent  US4833809: Firearm hammer construction. Veröffentlicht am 30. Mai 1989, Anmelder: Dan Wesson Arms Inc, Erfinder: Robert E. Domian, Robert W. Macwilliams.‌
- Patent  US4807380: Firearm (Revolver locked breech mechanmism). Veröffentlicht am 28. Februar 1989, Anmelder: Dan Wesson Arms INC., Erfinder: Robert E. Domian.‌
- Patent  US4833810: Firearm (Revolver interchangeble barrel). Veröffentlicht am 30. Mai 1989, Anmelder: Dan Wesson Arms INC., Erfinder: Robert E. Domian.‌
- Patent  US4058050: Gun leveling device. Veröffentlicht am 15. November 1977, Anmelder: Dan Wesson Arms INC., Erfinder: Paul E. Brouthers.‌
- Patent  US4015354: Gun sight. Veröffentlicht am 5. April 1977, Anmelder: Dan Wesson Arms INC., Erfinder: Paul E. Brouthers.‌

Lewis-Patente für Revolver:
- Patent  US3633302: Cylinder Mechanism For Revolver-Type Firearms. Veröffentlicht am 11. Juni 1972, Erfinder: Karl R. Lewis.‌
- Patent  US3683535: Handgun Grip Construction. Veröffentlicht am 15. August 1972, Erfinder: Karl R. Lewis.‌
- Patent  US3648374: Adjustable Firearm Sight. Veröffentlicht am 15. August 1969, Erfinder: Karl R. Lewis.‌
- Patent  US3367053: Firearm Construction. Veröffentlicht am 6. Februar 1968, Erfinder: Karl R. Lewis.‌
- Patent  US3303594: Firearm Barrel, Shroud, Frame, And Cylinder Construction. Veröffentlicht am 14. Februar 1967, Erfinder: Karl R. Lewis.‌
- Patent  US3237336: Cylinder Ratchet Mechanism For Revolver Type Firearms. Veröffentlicht am 1. März 1966, Anmelder: Browning Ind Inc, Erfinder: Karl R. Lewis.‌
- Patent  US3157958: Hammer Safety For Fire Arms. Veröffentlicht am 24. November 1964, Anmelder: Browning Ind Inc, Erfinder: Karl R. Lewis.‌
- Patent  US3701213: Revolver Firing Mechanism...(Sa/Da). Veröffentlicht am 31. Oktober 1972, Anmelder: Colt Ind Operating Corp. (US), Erfinder: Karl R. Lewis.‌
- Patent  US3163951: Firearm Firing Mechanism. Veröffentlicht am 5. Januar 1965, Erfinder: Karl R. Lewis.‌
- Patent  US2927390: Single And Double Action Revolver Firing Mechanism. Veröffentlicht am 8. März 1960, Erfinder: Karl R. Lewis.‌